# Jelas
Jelas je naselje i mjesni odbor u Slavonskome Brodu. Nalazi se u zapadnom dijelu grada. Poznato je po graničnom prijelazu Slavonski Brod koji se tu nalazi. 
U naselju se nalazi veliki trgovački centar Supernova Colosseum. 

## Vjera
Lokalna je župa posvećena sv. Nikoli Taveliću, prvom hrvatskom svecu. Filijala je župa sv. Josipa Radnika na Krajišci. 

## Sport
Ono po čemu se ističe ovo naselje je sportski aerodrom koji koristi Aeroklub Brod. 
Od drugih sportova tu je nogometni klub Amater s dugom i bogatom tradicijom.